# I'll Be There
Pour les articles homonymes, voir I'll Be There (homonymie).
Singles de The Jackson 5
The Love You Save
(1970) Santa Claus Is Coming to Town
(1970)
I'll Be There est un single des Jackson 5, extrait de leur album Third Album (1970). 
Il se classe numéro 1 au Billboard Hot 100, comme leurs trois singles précédents (I Want You Back, ABC et The Love You Save), faisant d'eux le premier groupe à placer leurs quatre premiers singles à la première place du Billboard Hot 100. I'll Be There est par ailleurs le dernier titre du groupe à atteindre la première place de ce classement. 
La face B du single comporte le titre One More Chance issu de l'album ABC (1970).
I'll Be There a notamment été interprétée lors de l'émission Motown 25: Yesterday, Today, Forever et lors des deux concerts Michael Jackson - 30th Anniversary Celebration. La chanson a également été chantée par Michael Jackson lors de ses trois tournées solo (Bad World Tour, Dangerous World Tour et HIStory World Tour). Elle été planifiée au programme de la tournée this is it.
En 2011, la chanson a reçu le Grammy Hall of Fame Award.

## Classements hebdomadaires
| Classement (1970-71)                   | Meilleure place |
| -------------------------------------- | --------------- |
| Allemagne (Media Control AG)           | 45              |
| Australie (Kent Music Report)          | 31              |
| États-Unis (Billboard Hot 100)         | 1               |
| États-Unis (Best Selling Soul Singles) | 1               |
| Irlande (IRMA)                         | 14              |
| Pays-Bas (Nederlandse Top 40)          | 16              |
| Pays-Bas (Single Top 100)              | 18              |
| Royaume-Uni (UK Singles Chart)         | 4               |

| Classement (2009)              | Meilleure place |
| ------------------------------ | --------------- |
| Autriche (Ö3 Austria Top 40)   | 60              |
| Pays-Bas (Single Top 100)      | 62              |
| Royaume-Uni (UK Singles Chart) | 49              |
| Suisse (Schweizer Hitparade)   | 75              |

## Certifications
| Pays              | Certification | Unités certifiées |
| ----------------- | ------------- | ----------------- |
| Royaume-Uni (BPI) | Argent        | 200 000           |

## Reprise de Mariah Carey
Singles de Mariah Carey
Make It Happen
(1992) If It's Over
(1992)
Pistes de MTV Unplugged
Make It Happen
(5) Can't Let Go
(6)
Bien des années plus tard, en 1992, I'll Be There fut repris par Mariah Carey dans son album MTV Unplugged en 1992. Le single fut lui aussi numéro 1 au Billboard Hot 100.

### Classements hebdomadaires
| Classement (1992-93)                       | Meilleure place |
| ------------------------------------------ | --------------- |
| Allemagne (GfK Entertainment)              | 33              |
| Australie (ARIA)                           | 9               |
| Belgique (Flandre Ultratop 50 Singles)     | 4               |
| Canada (RPM Top Singles)                   | 1               |
| États-Unis (Billboard Hot 100)             | 1               |
| États-Unis (Hot Adult Contemporary Tracks) | 1               |
| France (SNEP)                              | 16              |
| Irlande (IRMA)                             | 3               |
| Norvège (VG-lista)                         | 10              |
| Nouvelle-Zélande (RMNZ)                    | 1               |
| Pays-Bas (Nederlandse Top 40)              | 1               |
| Pays-Bas (Single Top 100)                  | 1               |
| Royaume-Uni (UK Singles Chart)             | 2               |
| Suède (Sverigetopplistan)                  | 26              |
| Suisse (Schweizer Hitparade)               | 20              |

### Certifications
| Pays                    | Certification | Unités certifiées |
| ----------------------- | ------------- | ----------------- |
| Australie (ARIA)        | Platine       | 70 000            |
| Nouvelle-Zélande (RMNZ) | Or            | 5 000             |